# CN Lyncis
CN Lyncis (CN Lyn) es un sistema estelar triple en la constelación de Lynx.
Su distancia aproximada al sistema solar —teniendo en cuenta que la paralaje medida por Hipparcos tiene un grado de error muy elevado— es de 362 pársecs o 1180 años luz.
Las tres estrellas que forman el sistema son muy similares en temperatura, gravedad superficial y luminosidad.
Su fotometría sugiere que tienen tipo espectral F3/4.
Dos de ellas —las mejor estudiadas— componen una binaria eclipsante cuyo período es de 1,9554 días.
Son virtualmente idénticas, con una temperatura efectiva de 6500 K y una luminosidad cinco veces superior a la luminosidad solar.
El radio de cada una de ellas es entre un 80 y un 84% más grande que el del Sol, y tienen una masa un 4% mayor que la masa solar.
Estas dos estrellas están separadas entre sí por solo 0,039 UA y la inclinación del plano orbital respecto al plano del cielo es de 89,7º.
Los eclipses hacen que el brillo del sistema varíe entre magnitud aparente máxima +9,07 y +9,58.
No se ha podido conocer el período de la tercera estrella que completa el sistema. Ello puede deberse a que su período sea mucho más largo de 3,2 años —tiempo durante el cual se ha estudiado este sistema— o a que tenga una baja inclinación orbital.